# Fridolfs farliga ålder
Fridolfs farliga ålder är en svensk komedifilm från 1959, baserad på Rune Mobergs radioprogram Lilla Fridolf och jag.

## Handling
Selma har av sin väninna Agatha blivit itutad att Fridolf hamnat i den "farliga" åldern, då karlarna börjar se sig om efter yngre damsällskap. Förvecklingarna hopar sig när Fridolf måste köpa en present till Selmas 60-årsdag. Dessutom försvinner företagets lönepengar när Fridolf blir ansvarig för kassan som han låser in i kassaskåpet.

## Om filmen
Filmen, som blev Douglas Håges sista, spelades in i maj och juni 1959 i ateljé i Stockholm. Exteriörerna filmades i Stockholm och Bromma flygplats. Filmen, som är barntillåten, hade premiär den 28 september 1959 och har även visats på SVT, bland annat 1987, 1996, 2009, i september 2022 och i november 2024. Rollfiguren Valdemar, spelad av Lars Ekborg, som medverkade i de tre tidigare filmerna, medverkade inte i denna film.

## Rollista
- Douglas Håge – Fridolf Olsson, kontorschef på Kolonialvarubolaget
- Hjördis Petterson – Selma Olsson, Fridolfs fru
- Siv Ericks – fru Grillhagen
- Inga Gill – Maggan Palm, Fridolfs och Selmas dotter
- Kerstin Dunér – Inger Gullström, expedit i juvelerarbutiken
- Marianne Nielsen – Agatha, Selmas väninna
- Jan Molander – disponent Grillhagen
- Georg Rydeberg – ingenjör Crook, kassaskåpstekniker
- Sture Ström – Holger Ström
- Gösta Prüzelius – doktor Privén, ordförande i Kolonialvarubolagets styrelse
- Ingrid Backlin – kontorist
- Olle Hilding – Nilsson, bokhållare
- Rune Halvarsson – Pihl, kassör
- Leif "Burken" Björklund – Kalle Andersson, kontorspojke
- Lilian Elgö – kontorist

### Ej med i rollistan
- Eric Stolpe – Arnold Gustafsson
- Astrid Bodin – fru Gustafsson
- Hanny Schedin – fröken Kvist, kontorist
- Maud Elfsiö – Grillhagens sekreterare
- Bellan Roos – Kalles mormor
- Louise Hermelin – kontorist
- Ann-Marie Adamsson – hallåflicka i TV
- Gösta Holmström – polis
- Gunnar Nielsen – polis
- Ivar Wahlgren – kamrer Gustavsson
- Bo Thörner – Lillen, Maggans son
- Per-Olof Ekvall – Arvo Andersson, juvelerare
- Carl Andersson – Kalles morfar
- Håkan Serner – Kalles kamrat

## Musik i filmen
- "Lilla Fridolf och jag", musik Leon Bonnard, instrumental
- "Berättelse och sång om Löjtnant Sparre och Elvira Madigan, den sköna konstberiderskan, hvilka båda för egen hand och af kärlek sköto ihjäl sig i Tåsinge, Danmark", text Johan Lindström Saxon, sång Inga Gill
- "Selmas hyllningssång", text och musik Ulf Peder Olrog, sång och dragspel Leif "Burken" Björklund

## DVD
Filmen gavs ut på DVD 2012.